# Kūsankū (kata)
Kūsankū (クーサンクー) er en kata inden for karate og praktiseres primært inden for Shuri-te-traditionen. Kataen er også kendt under navnene Kūshankū (クーシャンクー), Kōshōkun (公相君) og Kankū (観空).
Variationer af Kūsankū inkluderer Dai og Shō, som har været kendt siden begyndelsen af det 20. århundrede, men i dag varierer de fra skole til skole. Derudover findes der alternative versioner, såsom Chatan Yara Kūshankū.
En teori foreslår, at Kūsankū har sin oprindelse hos Kōshōkun (沖縄方言: Kūsankū), en person der siges at have besøgt Okinawa under Ryukyu-kongeriget i midten af det 18. århundrede. Dog er der ingen primære historiske kilder, der bekræfter denne påstand.
I Shōtōkan karate har kataen været kendt som Kankū (観空, "stirrer mod himlen") lige siden den blev omdøbt i 1935 af Gichin Funakoshi. 
Denne kata praktiseres også i Tang Soo Do, hvor den kaldes Kong Sang Koon (공상군) på koreansk, baseret på hangul-gengivelsen af hanja 公相君. De fleste skoler inden for Tang Soo Do underviser udelukkende i "Dai"-versionen af kataen, men en mindre gruppe skoler praktiserer både denne og "Shō"-versionen.

## Oversigt
Kūsankū betragtes som en central kata i mange karate-stilarter. Den er særligt kendetegnet ved sine flydende bevægelser, der minder om teknikkerne i Hvid Trane Kung Fu. Kataen indeholder også et bredt spektrum af åbne håndteknikker.
I Matsubayashi-ryū karate er denne kata især kendt for sit karakteristiske flyvende spark og en unik, defensiv stilling. Denne position, kendt som (ura-gamae), gør det sværere for en modstander at angribe, da udøveren strækker det ene ben langs jorden og sænker kroppen så tæt på jorden som muligt ved at balancere på det andet ben.
En potentiel bunkai for denne teknik bruges til at bryde fri fra et bjørnekram bagfra. Udøveren vrider kroppen for at løsne modstanderens greb og kan derefter slippe fri. De tilhørende håndteknikker fungerer både som en blokering for hovedet og giver mulighed for et modangreb mod modstanderens lyske, knæ eller fod.
På grund af kataens kompleksitet anses Kūsankū for at være den mest avancerede kata i Matsubayashi-ryū. Det siges, at det kan tage over ti år at mestre denne kata fuldt ud. 
I Shōtōkan karate består Kankū-dai af 65 bevægelser, der udføres på cirka 90 sekunder. Denne kata betragtes som en af de vigtigste i systemet, og dens mindre variation kaldes Kankū-shō.
Kankū-dai var blandt Gichin Funakoshis foretrukne kata og anses for at være en signaturkata i Shōtōkan-stilen. Bevægelsesmønstret, kendt som (embusen), i Kankū-shō minder om det i Kankū-dai, men kataen har en anderledes indledning.
Denne kata er en obligatorisk del af Shōtōkan-træningen og har en høj teknisk værdi. Som et resultat af Ankō Itosus arbejde indeholder Heian-kataerne flere sekvenser, der er hentet fra Kankū-dai.